# Neutral Records
Neutral Records je americké nezávislé hudební vydavatelství. Založil jej avantgardní muzikant Glenn Branca na přelomu sedmdesátých a osmdesátých let 20. století. Neutral Records sloužilo zejména kapelám z no wave a post punkové scény. Mezi nejznámější kapely, kteří s vydavatelstvím spolupracovali, patří Swans a Sonic Youth.